# C. L. Taylor
C. L. Taylor ou Cally Taylor (Worcester) é uma escritora inglesa, como C. L. Taylor ela escreve thrillers de crimes psicológicos e como Cally Taylor, comédias românticas. É autora bestseller do Sunday Times. Os seus livros venderam para cima de um milhão de exemplares, tendo já sido traduzidos em mais de 20 línguas.

## Biografia
Taylor nasceu em Worcester e obteve seu diploma em Psicologia pela Universidade de Northumbria em Newcastle. Depois de se formar, ela se mudou para Londres por dois anos e depois passou 13 anos em Brighton, onde começou a escrever. Ela trabalhou como designer gráfico, desenvolvedora web, designer instrucional. Ela agora vive em Bristol, com seu marido e seu filho, e escreve em tempo integral.

## Obras

### Comédias românticas
- Heaven Can Wait (2009)
- Home For Christmas (2011)

### Thrillerspsicológicos
- The Accident (2014) no Brasil: O Acidente (Bertrand Brasil, 2016)
- The Lie (2015) no Brasil: A Farsa (Bertrand Brasil, 2018)
- The Missing (2016)
- The Escape (2017)
- The Fear (2018)
- Sleep (2019)
- Strangers (2020)
- Her Last Holiday (2021)
- The Guilty Couple (2022)

### Thrillersjovem/adulto
- The Treatment (2017)
- The Island (2021)